# Фреденсборг (муніципалітет)
Фреденсборг (дан. Fredensborg) — данський муніципалітет у складі Столичного регіону.
До його складу входять Коккедаль, Ніво, Фреденсборг, Гумлебек.

## Історія
Муніципалітет було утворено 2007 року з таких комун:
- Фреденсборг-Гумлебек
- Карлебо

## Залізничні станції
- Фреденсборг
- Гренхольт
- Гумлебек
- Лангеред
- Ніво

## Галерея

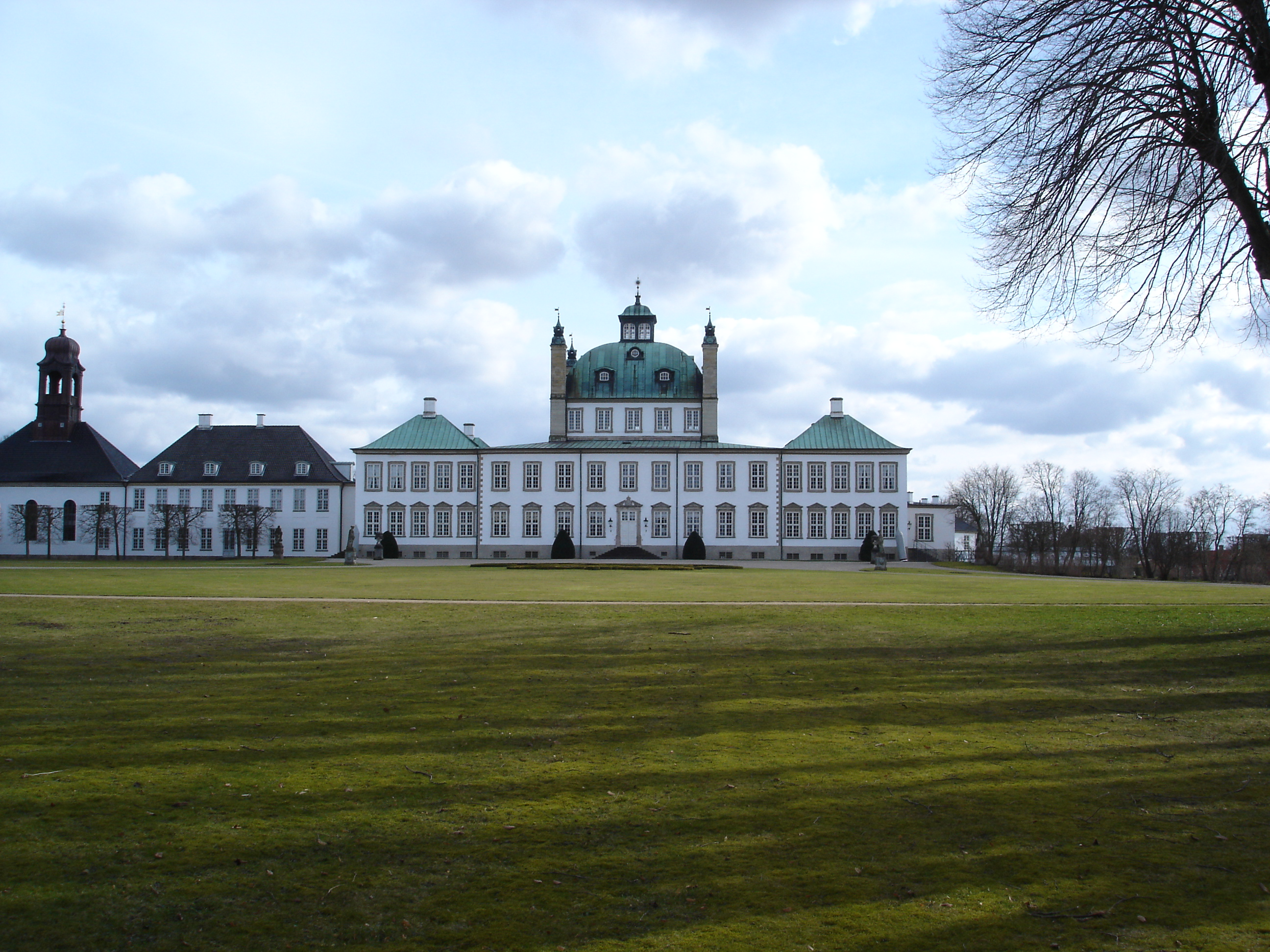
Замок Фреденсборг
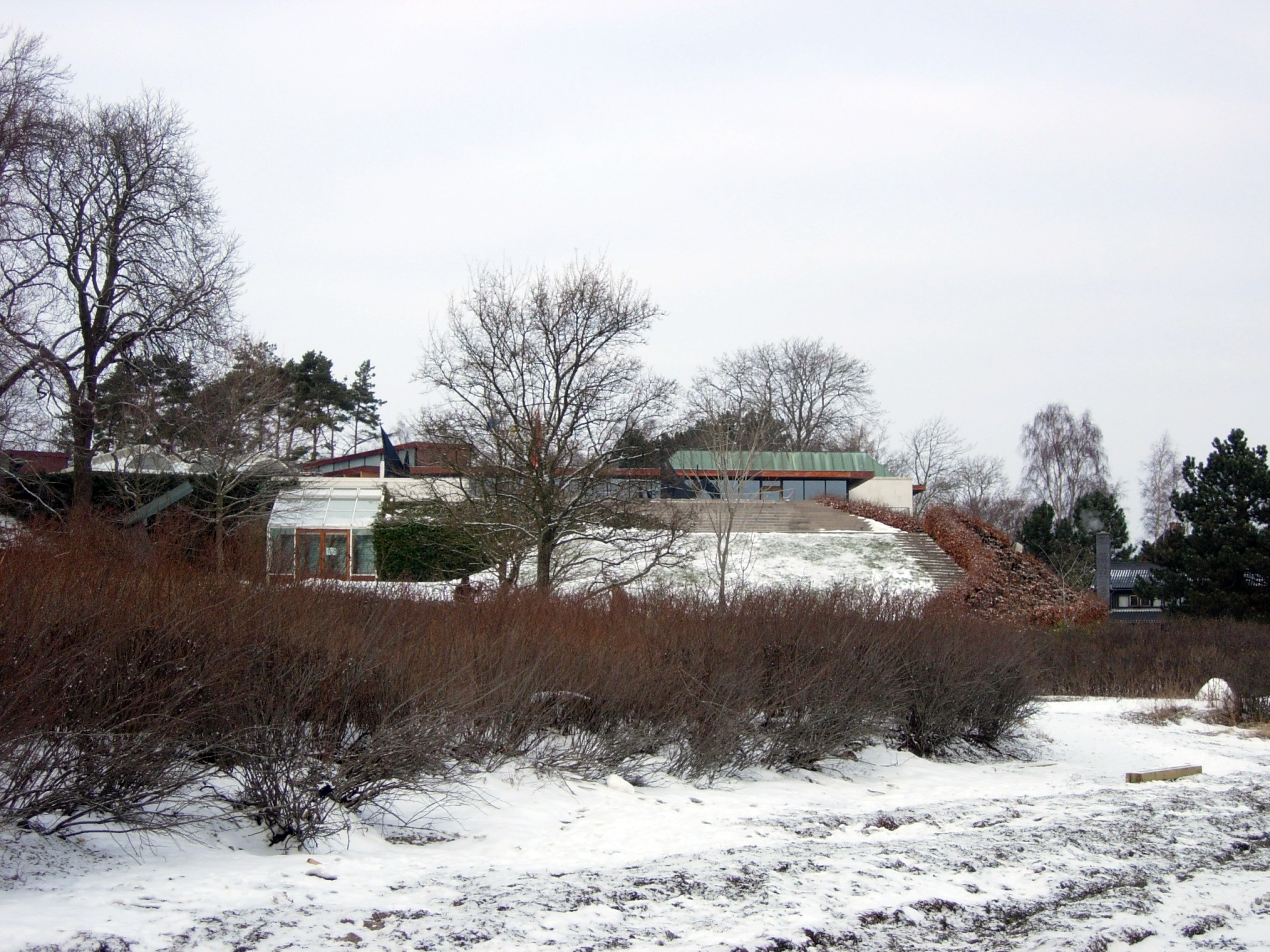
Музей «Луїзіана»